# 257

## Události
- Římský císař Valerianus zahajuje pronásledování křesťanů.
- 30. srpna – Sixtus II. se stal 24. papežem.

#### Probíhající události
- 249–262: Cypriánův mor

## Narození
- ? – Hosius z Córdoby, křesťanský biskup
- ? – Kolumba ze Sens, mučednice, katolická světice († 273)

## Úmrtí
- 2. srpna – Štěpán I., 23. papež
- Valerianus mladší, nejstarší syn a spoluvladař císaře Valeriana (nebo až v roce následujícím)

## Hlavy států
- Papež – Štěpán I. (254–257) » Sixtus II. (257–258) + Novacián, vzdoropapež (251–258)
- Římská říše – Valerianus (253–260) + Gallienus (253–268) + Valerianus mladší, spoluvladař (255–257/258)
- Perská říše – Šápúr I. (240/241–271/272)
- Kušánská říše – Vášiška (247–267)
- Arménie – Artavazd VI. (252–283)
- Kavkazská Iberie – Mirdat II. Iberský (249–265)

Indie:
- Guptovská říše – Maharádža Šrí Gupta (240–280)
- Západní kšatrapové – Rudrasen II (256–278)